# Selysioneura capreola
Selysioneura capreola är en trollsländeart som beskrevs av Maurits Anne Lieftinck 1932. Selysioneura capreola ingår i släktet Selysioneura och familjen Isostictidae. Inga underarter finns listade i Catalogue of Life.